# Егорьевск
Его́рьевск — город в Московской области России. Город областного подчинения, административный центр муниципального округа Егорьевск.

## География

### Географическое положение
Расположен в 80 км к юго-востоку от Москвы, в Мещёрской низменности, на реке Гуслица (приток Нерской).

## История

### Название
Назван в честь Святого Егория, или же Георгия Победоносца. На месте города в XVI веке находилось село Высокое, впоследствии переименованное в село Егорие-Высокое (по имени приходской церкви в честь Егория). В 1778 году село стало городом Егорьевском.
До введения крепостного права на Руси крестьяне могли переходить от одного барина к другому. Мужики рядились, то есть нанимались на работу, весной, а расчет получали осенью на Егория (26 ноября по ст.ст. праздновался Егорий осенний, день влм. Георгия - покровителя земледельцев). При этом каждая сторона сделки (хозяин и работник) защищала свои интересы, а потому пускалась на всякие ухищрения, обман, пытаясь «объегорить» друг друга. У егорьевцев есть старинное предание, будто бы от этого слова и родилось название этого города. В прежние времена у села Высокого (ныне Егорьевск) сходились границы трёх княжеств: Московского, Рязанского, Владимирского. Так как эти границы не были точно определены, то с жителей данной местности приезжали собирать подати представители всех трёх княжеств. «Много терпевшая от этого Высоцкая область решила, наконец, "объегорить" это дело: когда к ним приезжали за податями из Москвы, то они заявляли, что они княжества Владимирского; приезжали владимирские воеводы - и получали ответ: "мы рязанские", а пред рязанскими именовали себя московскими. И не платили никому, что, вероятно между прочим, и заставило князей определить Высоцкую область к месту». Так рассказывается об этой легенде в книге А. Виталя «Егорьевский городской голова Н. М. Бардыгин».

### История до основания города. Село Высокое
В завещании московского князя Василия Тёмного от 1462 года упоминается село Высокое. Однако легенда гласит, что ещё в начале XIV века черниговский боярин Фёдор Бяконт поселил здесь своих людей. В завещании Ивана Калиты 1328 года встречается упоминание Гуслицкой волости на территории современного городского округа Егорьевск. С XVI века село Высокое получило другое название — Георгиевское.

### Рязанская губерния
В 1778 году на карте Российской империи появился новый город Егорьев (городской суффикс «ск» в первоначальной редакции отсутствовал).
Екатерина II Указом от 24 августа (4 сентября) 1778 года поручила открыть в декабре того же года Рязанское наместничество (губернию) с 12 уездами. В числе прочих назван и Егорьевский уезд. В связи с чем село Высокое было преобразовано в г. Егорьев.
Новорождённый город был совсем небольшим. В его 106 дворах проживало 280 душ мужского и 295 женского пола. Основную часть населения составляли купцы и мещане.
В 1779 году город получил герб. В 1780 году Екатерина II утвердила план застройки Егорьевска.
В 1796 году император Павел I упразднил Егорьевский уезд. Егорьевск был превращён в заштатный безуездный город и быстро стал приходить в запустение. Земли Егорьевского уезда были разделены между Зарайским и Рязанским уездами примерно по реке Цне.
В 1802 году император Александр I восстановил Егорьевск в правах уездного центра.

###### Первая половина XIX века
При воссоздании Егорьевского уезда часть его бывших селений — Дединово, Ловцы, Верхний и Нижний Белоомут остались в Зарайском уезде. Воссоздаются местные органы управления. Вновь появляется городничий. Им становится лейтенант флота Яков Исаакович Ганнибал.
Егорьевск был знаменит ежегодными ярмарками (хлебная торговля). В XIX веке — важный центр старообрядчества. В том же веке стал центром ткацкой промышленности. В 1825 году купец Карцев построил первую ткацкую мануфактуру. С 1845 года работает бумагопрядильная фабрика братьев Хлудовых. Корпуса её сохранились до наших дней, а башня с часами является украшением города.

###### Вторая половина XIX века. Эпоха Бардыгина
Толчком к развитию послужило строительство железнодорожной ветки на Егорьевск от Воскресенска (1869). По заказу Н. М. Бардыгина (глава города с 1872 по 1901) московским архитектором И. Т. Барютиным в городе перестроена Троицкая церковь Свято-Троицкого женского монастыря и дом самого градоначальника. Самым крупным делом Никифора Михайловича Бардыгина стало сооружение в 1877 году городского водопровода.
Также в 1879 году в честь очередного спасения Александра II после шестого покушения был построен Храм Александра Невского в центральной части города.

##### Начало XX века
После смерти Бардыгина в 1901 году Городским Головой стал Дмитрий Владимирович Макарьев.
Сын самого Бардыгина — Михаил Никифорович, в 1907 году избрался депутатом III Государственной Думы и был членом фракции прогрессистов.
Во время депутатства построил «Музей Русской Старины» (ныне — Историко-Художественный Музей), а также завершил строительство училища имени Цесаревича Алексея.
В 1904 году в Егорьевске после серии забастовок на Хлудовских фабриках образовалось движение «Российская социал-демократическая рабочая партия», которое возглавил Григорий Конин.
23 октября 1905 года социал-демократы устроили демонстрацию в Городском Саду. Протестующие организовали погромы домов купцов и мещан.
В 1910 году с арестом и смертью Конина РСДРП прекратило свою деятельность в Егорьевске.
- Егорьевск на дореволюционных открытках
- Общий вид Московской улицы в начале XX века
- Казанская церковь и Красный собор (Георгиевский)
- Успенский собор (Белый)
- Свято-Троицкий девичий Мариинский монастырь
- Владимирская улица от собора
- Земская больница.
- Красный собор и Казанская церковь
- Храм Св. Александра Невского
- С колокольни Белого собора на север
- Женская гимназия
- Ткацкая фабрика М. Н. Бардыгина
- Фабрика Бр. Хлудовых и М. Н. Бардыгина

#### Революция
3 марта 1917 года в город дошли газеты с известием об отречении Императора и его брата.

Вот слова одной из работниц фабрики Бардыгина:
Утром по всем цехам поднялся шум. Все в радостном настроении стали кричать: «Революция, революция!» Я в то время не понимала, что такое революция; для меня, девушки-работницы, было одно понятно, что народ бунтует, ругает царя, фабрикантов, кричит, что пора кончать войну. Потом слышу, кричат по цехам: «Кончай работу и выходи на улицу!» Тогда все рабочие прекратили полностью работу на фабрике и вышли на улицу, где встретили демонстрацию рабочих Хлудовской фабрики и вместе с ними пошли с революционными песнями «Смело, товарищи, в ногу» и «Вихри враждебные» к Успенскому собору.
К демонстрантам присоединились солдаты 80-го запасного пехотного полка во главе с прапорщиком Благонравовым. Командир полка призвал их прекратить участие в демонстрации, за что был убит солдатами. В марте был образован Временный комитет, состоящий из кадетов и эсеров. 30 июля был убит экс-голова города Федор Хренов. В августе Городской Голова Никита Никитович Хренов был избит и скончался от побоев. Также был организован Совет Рабочих и Солдатских депутатов, большинство мест в котором принадлежало большевикам. Председателем Совета был избран Остроумов, заместителем — Благонравов, а секретарем совета — Егор Викулов.
На выборах в Учредительное Собрание из 56 550 имеющих право голоса в городе и уезде 30 135, или 53,29 %, набрали эсеры (социал-революционеры). Большевики набрали 20 338 голосов, или 35,97 %.

### В составе Московской области
В 1922 году Егорьевский уезд был передан в Московскую губернию, в 1929 году на месте Московской губернии была образована Московская область.

#### Великая Отечественная война
В период Великой Отечественной войны Егорьевск находился в тылу. Летом 1941 года был сформирован батальон народного ополчения. Жители принимали участие в строительстве оборонительных сооружений в районе Воскресенска и Коломны. В городе было развернуто 12 эвакуационных госпиталей. Предприятия города выпускали различную вспомогательную продукцию военного назначения: плащ-палатки, лыжи, ящики для снарядов, маски для противогазов.
На основании приказа НКО от 10 октября 1943 года была сформирована 326-я ночная бомбардировочная авиационная дивизия на аэродроме Егорьевск Московской области. В состав дивизии вошли 4 полка, вооружённые бипланами По-2. Первым командиром соединения был назначен п-к Федульев С. И. Часть лётного состава уже имела опыт боевой работы, но много было и молодых лётчиков. Два с половиной месяца прошли в упорной боевой учёбе, и к концу 1943 г. формирование было закончено.
31 марта 1944 года на городском вокзале органами НКВД был задержан заброшенный в советский тыл агент СД Алоиз Гальфе.

#### После распада СССР
В августе 1991 года Демократическая Россия организовала в городе Координационный Совет, некоторые депутаты Государственного Совета встали на сторону протестующих, но другие депутаты объявили о запрете всех акций против ГКЧП и оборвали связь с Москвой. Во вторую половину 21 августа в городе прошёл митинг против действий ГКЧП.
7 декабря 2015 года Егорьевск, до этого момента город районного подчинения, отнесён к городам областного подчинения. Перед этим рабочий посёлок Рязановский был включён в состав города.. Егорьевский район как муниципальное образование и административно-территориальная единица также упразднён, город стал образовывать городской округ Егорьевск (создан 7 ноября 2015). В 2017 году рабочий посёлок Рязановский выделен обратно в отдельный населённый пункт.

### Главы города

##### Городские головы
1803–1806 -  Свиридов Андрей
1809–1814, 1824–1827 - Фролов Афанасий Парфенович
1816–1819 - Стулов Семен Кондратьевич 
1821–1823 - Кулаков Никифор
1830–1834 - Зимин Ефрем Софронович 
1840–1854 - Кулаков Хрисанф Гаврилович 
1857–1860 - Хлудов Давыд Иванович
1860–1864 - Кулаков Никита Хрисанфович 
1864–1872 - Кулаков Хрисанф Гаврилович 
1872–1901 - Бардыгин Никифор Михайлович
1901–1910, 1913–1915 - Макарьев Дмитрий Владимирович
1910–1913 - Хренов Фёдор Палентеймонович
1915–1917 - Хренов Никита Никитович 
1917–1918 - Горшков Иван Иванович

##### Председатели Городского Совета
1934–1942 - Хренов Григорий Гаврилович
1942–1947 - Рязанова Анастасия Фёдоровна
1954–1955 - Котельников Пётр Михайлович
1955–1961 - Окороков Александр Сергеевич
1964–1974 - Комаров Николай Романович
1974–1975 - Муравьев Игорь Константинович
1985–1988, 1991, 2013–... - Лавров Михаил Трофимович
1988–1990 - Румянцев Виктор Иванович

##### Главы Егорьевска
1991–2013 - Лавров Михаил Трофимович
2013–2021 - Гречищев Александр Владимирович

2021–... - Викулов Дмитрий Викторович

### Герб
За основу герба Егорьевского района взят исторический герб уездного города Егорьевска Рязанского Наместничества, утверждённый 29 мая 1779 года. Описание которого гласит: «Въ 1-й части щита, въ золотомъ полѣ, часть изъ герба Рязанскаго: серебряной мечъ и ножны, положенные на крестъ, надъ ними зелёная шапка, какова на Князѣ въ Намѣстническомъ гербѣ. Во 2-й части щита, въ красномъ полѣ, выходящею изъ облакъ, рукою Святаго Великомученика Георгія, пронзенный змій».
Ныне герб Егорьевского района лишился рязанской верхней части. Герб утверждён местными властями 28 апреля 2011 года. Описание герба: «В червлёном поле — рука в золотом рукаве, показанная по предплечье, выходящая во главе из серебряного облака слева вниз, держащая в перевязь золотое турнирное копьё ниже рукояти и поражающая им в пасть лежащего с воздетыми крыльями обращённого и обернувшегося дракона того же металла».

### Флаг
Флаг утверждён 28 апреля 2011 года на основе герба городского поселения Егорьевск.

## Население
| 1856    | 1860    | 1889    | 1897    | 1905    | 1913    | 1926    | 1931    | 1939    | 1959    | 1962    | 1967    |
| ------- | ------- | ------- | ------- | ------- | ------- | ------- | ------- | ------- | ------- | ------- | ------- |
| 5600    | ↘4779   | ↗6690   | ↗19 200 | ↗25 549 | ↗26 300 | ↗30 100 | ↗36 000 | ↗56 314 | ↗59 341 | ↗61 000 | ↗64 000 |
| 1970    | 1973    | 1976    | 1979    | 1982    | 1986    | 1987    | 1989    | 1992    | 1996    | 1998    | 2000    |
| ↗67 202 | ↗70 000 | ↗71 000 | ↗72 204 | ↗73 000 | →73 000 | →73 000 | ↗73 854 | ↗74 200 | ↘73 700 | ↘73 200 | ↘72 700 |
| 2001    | 2002    | 2003    | 2005    | 2006    | 2007    | 2008    | 2009    | 2010    | 2011    | 2012    | 2013    |
| ↘72 400 | ↘68 303 | ↘68 300 | ↘67 500 | ↘67 000 | →67 000 | ↘66 800 | ↘66 683 | ↗70 081 | ↗70 100 | ↗70 392 | ↗70 765 |
| 2014    | 2015    | 2016    | 2017    | 2018    | 2019    | 2020    | 2021    | 2023    | 2024    |         |         |
| ↗71 154 | ↗71 285 | ↗73 324 | ↗73 723 | ↗73 766 | ↘72 070 | ↗72 763 | ↘71 686 | ↘71 322 | ↘71 169 |         |         |

На 1 января 2025 года по численности населения город находился на 229-м месте из 1124 городов Российской Федерации.

## Культура
В городе есть как исторические, так и культурные здания, функционируют музеи и другие культурные здания: Историко-художественный музей, Свято-Троицкий женский монастырь (XIX век), собор Александра Невского (конец XIX века), здания городского училища в стиле модерн (1909), дворец культуры (1929).
Центр современного Егорьевска — памятник градостроения конца XIX — начала XX веков. В то время, благодаря стараниям городского головы Никифора Михайловича Бардыгина, Егорьевск считался одним из самых благоустроенных городов Рязанской губернии. В городе сохраняется исторический облик центральных улиц.

## Религия
Егорьевское благочиние является частью Коломенской епархии, которой управляет Митрополит Крутицкий и Коломенский Павел. В настоящее время в Егорьевский благочиннический округ входит 3 городских, 26 сельских и 7 приписных храмов.
Центральный храм благочиния — собор святого благоверного великого князя Александра Невского. Важнейшим ежегодным событием благочиния является Крестный ход в День города Егорьевска. 7 марта совершается соборная память новомучеников и исповедников Егорьевских.
Благочинный церквей Егорьевского округа с 2017 года — протоиерей Сергий Кожевников. На территории Городского округа Егорьевска расположены 3 монастыря, которые входят в состав Епархиального монастырского благочиния. Благочинный монастырей Московской епархии епископ Серпуховской Роман (Гаврилов).
В Егорьевске находится один старообрядческий храм святого Георгия Победоносца, принадлежащий РПсЦ. Его здание было выстроено в 1882 году как большая молельная, внешне не выделявшаяся среди других домов, что предписывалось тогда старообрядцам законами. В 1906 году, после объявления религиозных свобод, храм был реконструирован главами и колокольней. В 1936 году он был закрыт и отдан под дом пионеров. В 1996 году здание церкви возвратили верующим в плохом состоянии. На данный момент[когда?] там ведутся реставрационные работы.

## Общество

### Местное самоуправление
Глава городского округа Егорьевск — Викулов Дмитрий Викторович.
Председатель совета депутатов городского округа Егорьевск — Лавров Михаил Трофимович.
Администрация находится по адресу: г. Егорьевск, ул. Парижской Коммуны 11/89.

### Здравоохранение
Государственные медицинские учреждения на территории городского округа:
- Егорьевская центральная районная больница
- Егорьевская детская больница
- Медицинский центр «Гемотест»
- Егорьевская стоматологическая поликлиника
- Егорьевская поликлиника № 1
- Егорьевская поликлиника № 2
- Егорьевская поликлиника № 3
- Егорьевская детская поликлиника
- Егорьевский психоневрологический интернат
- Егорка-центр реабилитации детей и подростков с ограниченными возможностями
- Центр реабилитации инвалидов-Исток
- Кожно-венерологический диспансер
- Егорьевская станция по борьбе с болезнями животных
- Алексино-Шатурский ФАП
- Алёнушка - реабилитационный центр для детей и подростков с ограниченными возможностями
- Алфёровский медпункт
- Бобковский ФАП
- Большегридинский ФАП
- Верейковская участковая больница
- Волковский ФАП
- Дмитровский ФАП
- Ефремовская амбулатория
- Клемёновская участковая больница
- Колионовский врачебный участок

### Образование

#### Высшие учебные заведения Егорьевска
1. Егорьевский технологический институт имени Н. М. Бардыгина (филиал ФГБОУ ВО "МГТУ «Станкин»).
2. Московская финансово-юридическая академия.
3. Современная гуманитарная академия.
4. Егорьевский филиал Московского государственного гуманитарного университета им. М. А. Шолохова.
5. Московский социально-гуманитарный институт.

#### Лицеи, ПТУ, Колледжи
1. Егорьевский авиационный технический колледж гражданской авиации.
2. Государственный социально-гуманитарный университет-Егорьевский колледж педагогики и искусства
3. Профессиональное училище № 5.
4. Егорьевский текстильный техникум (объединился с Профессиональным лицеем № 107 в 2005 году).
5. Московский областной медицинский колледж № 3 имени Героя Советского Союза З.Самсоновой (Егорьевский филиал)[48]
6. Государственное автономное профессиональное образовательное учреждение Московской области «Егорьевский техникум» (бывшее Профессиональный лицей № 107).
7. Государственное автономное профессиональное образовательное учреждение Московской области «Егорьевский техникум» (бывшее Профессиональное училище № 31.)
8. Профессиональный лицей № 96.

## Коммуникации и цифровые возможности города

### Радио
Первый радиоузел в Егорьевске для трансляции радиопередач из Москвы был построен в 1928 году, мощностью в 2 ватта и обслуживал 70 радиоточек. В августе 1932 году при радиоузле была создана редакция местного радиовещания. К началу 1947 года количество радиоточек составило 8611. Тогда, как и сейчас, у микрофона выступали передовые люди города и района. Ежегодно выходило более тысячи выпусков передач. Два раза в неделю передавались последние известия, читались лекции колхозных агрономов, местных учителей.
В начале 90-х годов XX века началось резкое сокращение количества радиоточек: 1996 год — 19902 радиоточки, 1997 год — 15487, 2000 год — 12825, 2004 год — 12736. На начало 2005 года количество радиоточек составляло 9122, из них 7125 в городе и 1997 на селе. В настоящее время «Егорьевское радио» является филиалом Государственной Телерадиовещательной компании «РТВ-Подмосковье».
С 2014 года вещание Егорьевского радио — филиала РТВ-Подмосковье прекращено.
В Егорьевске также организовано вещание федеральных сетевых радиостанций (ретрансляция):
- «Дорожное радио» (87,7 FM)
- «Радио ENERGY» (Молчит) (88,5 FM)
- «Юмор FM» (89,7 FM)
- «Радио 1» (94,6 FM)
- «Радио Дача» (95,0 FM)
- «Русское радио» (95.8 FM)
- «Европа Плюс» (96,2 FM)
- «Ретро FM» (96,6 FM)
- «Радио Пи FM» (100,2 FM)
- «Радио России» / «Радио 1» (103,3 FM)
- «Радио Родных Дорог» (104.4 МГц)

### Телевидение
Имеются два местных телеканала — Егорьевск ТВ и «ТВ Мост».

### Пресса
Егорьевский курьер
Газета бесплатных частных объявлений; 56 полос формата А3, тираж 6200 экз. Выходит 1 раз в неделю по средам. ТВ-программа — 21 канал, информационно-аналитические статьи, познавательно-развлекательный материал. Распространяется в г. Егорьевске и городском округе.
Знамя труда
Издаётся с апреля 1918 г. Первым редактором был петербургский рабочий Алексей Горюнов. Сначала газета называлась «Известия Советов рабочих и крестьянских депутатов города Егорьевска и уезда», с 1922 г. — «Красный путь», с 1963 г. — «Знамя труда».
Курьер-Инфо
Рекламно-информационное издание. 20 полос формата А3, тираж 15500 экз. Выходит 1 раз в неделю по пятницам. Распространяется бесплатно по почтовым ящикам, организациям и супермаркетам г. Егорьевска, а также по супермаркетам г. Воскресенск.
Егорьевское утро
Иллюстрированный, художественно-литературный, общественный, популярно-научный еженедельник. Первый номер его вышел 4 августа 1910 года. Издавали его отец и сын Щербаковы. Главным редактором был студент, поэт и романтик Михаил Щербаков. Вышло всего несколько номеров, и выпуск журнала прекратился. Издание возобновилось 88 лет спустя, журнал выходил еженедельно по средам. Выпуск прекратился в 2018 году.

## Экономика
- Бывший крупный центр текстильной (прядильно-ткацкий, хлопчатобумажный комбинаты) и лёгкой промышленности (швейная, обувная, трикотажная и пуговичная фабрики, которая больше не существует)[54].
- Механический завод (изготовление агрегатов и з/ч для сельхозмашин).
- Станкостроительный завод «Комсомолец». На сегодняшний день завод закрыт, так как его продукция стала на рынке невостребована (зубообрабатывающие станки)[источник не указан 1326 дней][55].
- Завод асбестовых технических изделий, больше не существующий (накладки сцепления, колодки тормозные, ткань асбестотехническая). Вместо него — завод резинотехнических изделий (РТИ)[источник не указан 1326 дней].
- Завод ТЕХОС (технологическая оснастка, изделия для РЖД).
- Деревообрабатывающий комбинат (закрыт).
- Завод Kronospan.
- Пищевая промышленность (мукомольный завод, хлебозавод, хладокомбинат, мясокомбинат (колбасно-гастрономическая фабрика), птицефабрика по выращиванию индейки и др.)[источник не указан 1326 дней].
- Сельскохозяйственное производство (тепличный комбинат, цветоводство, кролиководство).
- Завод Бытпласт (производство бытовых пластмассовых изделий).
- Завод Сен Гобен Изовер, производство минеральной ваты.
- АО Егорьевск-Обувь (Котофей).

С 2000 года в городе начали открываться заводы Gedeon Richter, Tchibo, Bella, Kronospan. В 2009 году был открыт McDonald's.

## Транспорт
В Егорьевске пассажирский транспорт представлен двумя видами — железнодорожным и автомобильным.

### Железнодорожный транспорт
В черте города находится одна железнодорожная станция Большого кольца Московской железной дороги Егорьевск I, в одном из парков которой находится пассажирский остановочный пункт Егорьевск II. Связь с Москвой (Москва-Казанская): 2-3 пары «прямых» электропоездов Егорьевск II — Москва-Пасс.-Казанская, следующих через станцию Куровская, также возможна пересадка с поездов Большого кольца на поезда радиальных направлений на станциях Куровская и Воскресенск, ранее электропоезда до Москвы-Казанской следовали через Воскресенск.
До 1965 года курсировали пассажирские поезда по узкоколейной железной дороге Егорьевск — Шатура. До 2005 года в центре города действовала узкоколейная железная дорога Егорьевского хлопчатобумажного комбината. На ней осуществлялось только грузовое движение. Однако в начале 2006 года она была полностью разобрана за ненадобностью.

### Автомобильный транспорт
Пассажирские перевозки в городе осуществляют МАП № 4 Производственная база «Егорьевск» (бывшая автотранспортная колонна № 1796) АО «Мострансавто» и частные предприниматели, предоставляющие услуги такси и маршрутного такси.
Автоколонна 1796 обслуживает муниципальные (внутриокружные и городские маршруты) — 27 маршрутов, межмуниципальные — 4 маршрута, междугородние — 3 маршрута. В том числе — 10 городских и 21 деревенских маршрута. Также на территории города и района работают маршруты, обслуживаемые МАП № 2 автоколонна № 1417 (Коломна), МАП № 12 ПБ Орехово-Зуево (Орехово-Зуево), МАП № 2 ПБ Луховицы (Луховицы), МАП № 2 ПЧ Белоомут (Луховицы), МАП № 4 ПБ Шатура (Шатура).
Из городского округа автобусными маршрутами можно добраться до: городского округа Шатура (в том числе г. Шатура, пос. Дмитровский Погост, пос. Радовицкий Мох, д. Саматиха), городского округа Коломна (в том числе г. Коломна, д. Новопокровское, д. Сельниково), городского округа Луховицы (в том числе пос. Белоомут) и до городского округа Воскресенск (в том числе г. Воскресенск, пос. Фосфоритный, пос. Хорлово).
Междугородние маршруты автоколонны 1796: № 325 (Егорьевск — Москва (автовокзал «Котельники»)), № 340 (Москва (автовокзал «Котельники») — с. Радовицы), № 389 (Москва (автовокзал «Котельники») — пос. Верейка.
| №  | Маршрут                                                                                 |
| -- | --------------------------------------------------------------------------------------- |
| 1  | ул. Хлебникова (сады) — Сельхозтехника                                                  |
| 2  | Больничный комплекс — ул. Нечаевская                                                    |
| 3  | Вокзал — ул. Победы                                                                     |
| 6  | Дорожный участок — Русанцево                                                            |
| 7  | Дорожный участок — ул. Владимирская — Ширяевская                                        |
| 8  | Больничный комплекс — ул. Победы                                                        |
| 9  | Вокзал — Овощной рынок — маг. Хлебниковский — Вокзал (кольцевой)                        |
| 10 | Дорожный участок — ул. Нечаевская                                                       |
| 11 | Вокзал — 6 микрорайон                                                                   |
| 14 | Вокзал — Красная Горка                                                                  |
| 15 | Вокзал — Овощной рынок                                                                  |
| 16 | Вокзал — микрорайон 6 — Больничный комплекс — Холмы — микрорайон 6 — Вокзал (кольцевой) |

Автомобильные дороги: Р105 Москва — Касимов (Егорьевское шоссе), Р115 Егорьевск — Коломна — Кашира — Ненашево.

## Спорт
В период с 2003 по 2007 и в 2010 году в Егорьевске базировалась футбольная команда второго дивизиона (с 2004 года — фарм-клуб раменского «Сатурна»), которая в 2003 году носила название «Космос», в 2004—2007 годах — «Сатурн», а затем — «Сатурн-2». После банкротства главного клуба в течение последующих нескольких сезонов она фактически выполняла функции главной команды.
В Егорьевске построено московское областное училище олимпийского резерва «Мастер-Сатурн», воспитанники которого не раз становились призёрами различных российских соревнований. На базе УОР «Мастер-Сатурн» создан любительский футбольный клуб «Мастер-Сатурн», в 2000-х и 2010-х годах играл в том числе в первенстве III дивизиона (ЛФК).
В Егорьевске существуют 2 стадиона: стадион «Мещера», вместимость которого 3000 мест, и стадион «Мастер-Сатурн» вместимостью 1000 мест. Также в Егорьевске был построен дворец спорта «Егорьевск».
Родом из Егорьевска две именитые женщины-борцы Мария Гурова и Валерия Коблова (Жолобова).
В 2016 году во Дворце спорта «Егорьевск» прошёл чемпионат Европы по футзалу среди мужчин, где победу одержала сборная России.

### Егорьевские клубы в Кубках СССР и России
| Дата                    | Стадия       | Клуб 1        | Соперник                    | 1 матч | 2 матч | Примечание                     |
| ----------------------- | ------------ | ------------- | --------------------------- | ------ | ------ | ------------------------------ |
| 18.07.1936              | 1/64         | Красное знамя | Арсенал (Киев)              | 3:3    | 3:0    |                                |
| 25.07.1936              | 1/32         | Красное знамя | Динамо (Киев)               | +:-    |        |                                |
| 01.08.1936              | 1/16         | Красное знамя | Красное знамя (Ногинск)     | 0:4    |        |                                |
| 24.05.1937              | 1/64         | Красное знамя | Локомотив (Ярославль)       | 5:1    |        |                                |
| 30.05.1937              | 1/32         | Красное знамя | Динамо (Москва)             | 0:3    |        |                                |
| 04.05.1968              | 1/8 в зоне 9 | Меланжист     | Олимп (Фрязино)             | 0:2    |        | стадия кубка была аннулирована |
| 19.04.2003              | 1/512        | Космос        | Знамя труда (Орехово-Зуево) | 2:2    |        | 2:4 (доп. время)               |
| 02.05.2004              | 1/256        | Сатурн        | Биохимик-Мордовия           | 0:1    |        |                                |
| 22.04.2005              | 1/256        | Сатурн        | Спартак Луховицы            | 2:0    |        |                                |
| 15.05.2005              | 1/128        | Сатурн        | Рязань-Агрокомплект         | 3:1    |        |                                |
| 05.06.2005              | 1/64         | Сатурн        | Мордовия                    | 1:0    |        |                                |
| 22.06.2005              | 1/32         | Сатурн        | КАМАЗ                       | 3:2    |        |                                |
| 06.06.2005 и 21.08.2005 | 1/16         | Сатурн        | Крылья советов              | 1:4    | 1:0    | 2:4 по сумме                   |
| 22.04.2006              | 1/512        | Сатурн        | Ника                        | 0:4    |        |                                |
| 18.04.2007              | 1/512        | Сатурн        | Пролетарий                  | 5:1    |        |                                |
| 26.04.2007              | 1/256        | Сатурн        | Рязань                      | 0:0    |        | 1:3 (пен.)                     |
| 29.04.2010              | 1/256        | Сатурн-2      | Знамя труда (Орехово-Зуево) | 0:0    |        | 1:0 (доп. время)               |
| 15.05.2010              | 1/128        | Сатурн-2      | Витязь (Подольск)           | 1:1    |        | 3:1 (доп. время)               |
| 05.06.2010              | 1/64         | Сатурн-2      | Торпедо (Москва)            | 0:3    |        |                                |

## Города-побратимы
- Пирдоп (Софийская область, Болгария)[60][61]
- Мозырь (Гомельская область, Беларусь)[62]
- Чжуцзи (провинция Чжэцзян, Китай)[63][64]
- Згуровка (Киевская область, Украина)[65]

## Известные уроженцы и жители
- Бардыгин, Никифор Михайлович — русский фабрикант, купец первой гильдии, общественный деятель и меценат, Егорьевский городской голова.
- Бардыгин, Михаил Никифорович — фабрикант, общественный деятель и меценат, член совета Московского купеческого банка, член правления Российского взаимного страхового союза, один из учредителей Московского банка. Депутат III Государственной думы от Рязанской губернии, член фракции прогрессистов.
- Белов, Константин Петрович — российский физик-экспериментатор, доктор физико-математических наук, лауреат премии им. М. В. Ломоносова, Государственной премии СССР; специалист в области физики магнитных явлений; основатель советской школы физиков-магнитологов.
- Благонравов, Георгий Иванович — русский революционер, советский государственный деятель.
- Ганнибал, Яков Исаакович — российский военный и государственный деятель, двоюродный дядя А. С. Пушкина, внук арапа Петра Великого — Абрама Петровича Ганнибала, лейтенант флота[66].
- Гоголева, Елена Николаевна — советская актриса театра и кино, народная артистка СССР (1949).
- Горшков, Иван Иванович — советский партийный деятель
- Грабарь, Игорь Эммануилович — русский и советский художник, искусствовед, просветитель, музейный деятель, лауреат Сталинской премии первой степени (1941).
- Гурова, Мария Александровна — Заслуженный мастер спорта России по вольной борьбе, чемпионка и призёр чемпионатов России, призёр Кубка России, чемпионка и бронзовый призёр чемпионатов Европы.
- Даниленко, Андрей Петрович — бывший городской голова Евпатории.
- Житова, Варвара Николаевна — сестра Тургенева, Ивана Сергеевича, русского писателя и поэта.
- Карцев, Василий Михайлович — советский футболист.
- Коблова, Валерия Сергеевна — чемпионка Европы, призёр чемпионатов мира по вольной борьбе, серебряный призёр Олимпийских игр 2016 г., заслуженный мастер спорта России.
- Лешковская, Елена Константиновна — русская актриса, народная артистка РСФСР (1924).
- Мустафина, Алия Фаргатовна — российская гимнастка, заслуженный мастер спорта России, чемпионка Олимпийских игр.
- Мягченков, Александр Васильевич — российский тележурналист, телеведущий, актёр, режиссёр.
- Мудио Мукуто Пьер Нарцисс Де Наполи Де Суза — российский певец камерунского происхождения.
- Панцов, Александр Вадимович — советский и российский синолог. Доктор исторических наук.
- Пешкова-Толиверова, Александра Николаевна — писательница, общественная деятельница, жена В. И. Якоби и Д. Н. Пешкова.
- Самсонова, Зинаида Александровна — Герой Советского Союза, санинструктор, старший сержант.
- Сороко, Лев Маркович — российский и советский учёный, физик-экспериментатор, доктор физико-математических наук.
- Спасский, Григорий Иванович — российский историк, исследователь Сибири, член-корреспондент Императорской Академии Наук.[67]
- Турчанинова, Евдокия Дмитриевна — российская и советская театральная актриса, народная артистка СССР (1943), лауреат двух Сталинских премий первой степени (1943, 1948).
- Успенский, Эдуард Николаевич — советский и российский писатель, сценарист, автор детских книг.
- Чухров, Фёдор Васильевич — советский минералог и геохимик, доктор геолого-минералогических наук (1946), академик Академии наук СССР (1970; член-корреспондент с 1953).
- Якушин, Михаил Нестерович — советский военный лётчик, генерал-майор авиации, участник пяти войн, кавалер шести орденов Красного Знамени и многих других боевых наград.